# 1956年メルボルンオリンピックの北ボルネオ選手団
1956年メルボルンオリンピックの北ボルネオ選手団は、北ボルネオのオリンピック選手団。1881年、イギリスはボルネオ島北部に北ボルネオ会社を設立し、やがて植民地とした。第二次世界大戦中、日本が一時占領したが、戦後は再びイギリスに占領され植民地となった。
1963年にマラヤ連邦・サラワク・シンガポールと共に新たにマレーシアを結成し、北ボルネオは消滅した。オリンピックには英領時代の1956年メルボルンオリンピックに参加した。

## 概要
1956年メルボルンオリンピックに参加したもののメダル獲得には至らず、冬季オリンピックへの参加はなかった。

## メダル獲得数一覧

### 夏季オリンピック
| 大会名          | 金 | 銀 | 銅 | 計 |
| 1956 メルボルン | 0  | 0  | 0  | 0  |
| 合計            | 0  | 0  | 0  | 0  |